# Madeline Swegle
Madeline Swegle (anteriormente Madeline Manhertz) es una aviadora naval de los Estados Unidos. Ella es la primera mujer negra piloto de jet táctico de la Marina de los EE. UU..

## Carrera
Swegle es actualmente teniente en la Marina de los EE. UU.. Ella es de Burke, Virginia.
Se graduó en 2013 de la escuela secundaria Lake Braddock y se graduó en 2017 de la Academia Naval de EE. UU. Participó en atletismo durante su tiempo en la escuela secundaria y la universidad.
Informó a VT-21 en Kingsville, Texas, para completar el plan de estudios de capacitación para pilotos de Tactical Air Strike, que completó el 7 de julio de 2020, convirtiéndola en la primera mujer negra piloto de jet táctico en la Marina de los EE. UU.